# جایزه بزرگ بریتانیا ۱۹۵۴
جایزه بزرگ بریتانیا ۱۹۵۴ (انگلیسی: ‎1954 British Grand Prix‎) یک مسابقهٔ موتوری در رشتهٔ اتومبیل‌رانی فرمول یک بود که در تاریخ ۱۷ ژوئیهٔ ۱۹۵۴ در پیست سیلورستون واقع در سیلورستون، انگلستان برگزار شد. این گراند پری در میان ۹ گراند پری در فصل ۱۹۵۴، مسابقهٔ شمارهٔ ۵ بود.
در این مسابقه که در ۹۰ دور و به مسافت ۴۲۳٫۹۴۹ کیلومتر (۲۶۳٫۴۳۰ مایل) برگزار شد، پول پوزیشن توسط خوان مانوئل فانخیو کسب شد و سریع‌ترین زمان برای طی یک دور پیست که برابر با ۱:۵۰٫۰ بود نیز به‌طور مشترک توسط آلبرتو اسکاری، ژان بهرا، خوان مانوئل فانخیو، خوزه فریلان گونزالز، مایک هاثورن، آنوفره ماریمون و استیرلینگ ماس به ثبت رسید.
خوزه فریلان گونزالز از تیم فراری، مایک هاثورن از تیم فراری و آنوفره ماریمون از تیم مازراتی به‌ترتیب مقام‌های اول تا سوم مسابقه را کسب کردند.

## رده‌بندی قهرمانی پس از مسابقه
| رده‌بندی قهرمانی رانندگان \| \| جایگاه \| راننده \| امتیاز \| \| -------- \| ------ \| ------------------- \| ------ \| \| \| ۱ \| خوان مانوئل فانخیو \| ۲۸۱⁄۷ \| \| ۲ \| ۲ \| خوزه فریلان گونزالز \| ۱۴۹⁄۱۴ \| \| ۱ \| ۳ \| ماریس ترینتیگنانت \| ۱۱ \| \| ۱ \| ۴ \| بیل ووکوویچ \| ۸ \| \| ۱۱ \| ۵ \| مایک هاثورن \| ۷۹⁄۱۴ \| \| منبع:[۱] \| \| \| \| |        |                     |        |
| | جایگاه | راننده              | امتیاز |
| | ۱      | خوان مانوئل فانخیو  | ۲۸۱⁄۷  |
| ۲ | ۲      | خوزه فریلان گونزالز | ۱۴۹⁄۱۴ |
| ۱ | ۳      | ماریس ترینتیگنانت   | ۱۱     |
| ۱ | ۴      | بیل ووکوویچ         | ۸      |
| ۱۱ | ۵      | مایک هاثورن         | ۷۹⁄۱۴  |
| منبع: |        |                     |        |

یادداشت
- تنها پنج جایگاه نخست از هر رده‌بندی نمایش داده شده‌است.